# Convention démocrate – Fédération des Clubs Perspectives et Réalités
Pour l’article homonyme, voir Convention démocrate.
La Convention démocrate (officiellement Convention démocrate - Fédération des Clubs perspectives et réalités) est un parti politique français, continuation du Parti populaire pour la démocratie française (PPDF) créé le 1er juillet 1995 par Hervé de Charette pour rassembler les giscardiens au sein de l'UDF.
Le PPDF était lui-même la nouvelle dénomination de la Fédération nationale des Clubs perspectives et réalités qui fut l'un des mouvements préfigurant l'Union pour la démocratie française, puis l'une de ses six composantes fondatrices en 1978.

## Histoire
La Convention démocrate et le PPDF sont la continuation de la Fédération nationale des Clubs perspectives et réalités qui rassemblaient des partisans de Valéry Giscard d'Estaing depuis 1966, pour la plupart libéraux modérés. 

### Fédération nationale des clubs Perspectives et Réalités
Après la création du premier club à Paris en 1965, Michel Poniatowski, Jean-Pierre Fourcade, Xavier de La Fournière, Jacques Dominati, Jean-François Lemaire, Charles-Noël Hardy créent la fédération nationale l'année suivante, en parallèle de la structuration de la Fédération nationale des républicains indépendants (FNRI). 
Le 8 janvier 1966, Valéry Giscard d'Estaing n'est pas reconduit dans ses fonctions de Ministre des Finances et des Affaires économiques. Il décide de structurer en parti politique l'aile gaulliste du CNIP qui s'est regroupée au sein du groupe parlementaire des Républicains indépendants en 1962, en créant des comités régionaux et un parti politique sous la forme d'une fédération nationale. 
En parallèle, il encourage la création d'un réseau de Clubs perspectives et réalités (CPR) se positionnant comme non partisan, pour ouvrir sa démarche à la société civile et servir de « laboratoire de doctrine » (préfiguration des think-tanks) et de « vivier » de futurs militants et cadres du parti. Les CPR se voient également confier la préparation d'une plate-forme programmatique. 
La Fédération a par la suite activement participé à la fondation de l'Union pour la démocratie française. Elle y était une structure transversale, non rattachée à l'un des partis composant l'UDF, même si la majorité de ses membres ont rejoint le Parti républicain, qui en était l'un des deux principaux partis membres avec le Centre des démocrates sociaux.

### Parti populaire pour la démocratie française

Logotype du Parti populaire pour la démocratie française.

En 1995, la Fédération s'émancipe du Parti républicain et devient le Parti populaire pour la démocratie française (PPDF), composante de l'UDF. Hervé de Charette en prend la présidence, Pierre Albertini, Jean-François Humbert et Jean-Marc Nesme en sont les secrétaires généraux. Le PPDF soutient Jacques Chirac dès le 1er tour de l'élection présidentielle, alors que la majorité des membres de l'UDF soutient la candidature d'Édouard Balladur. 
Le PPDF soutient la candidature de François Bayrou à la présidence du parti en 1996 face à François Léotard (Parti républicain), qui sera élu.
En 1997, le PPDF reste indépendant et ne participe pas à la création du parti Démocratie libérale d'Alain Madelin, bien que plusieurs de ses membres (Jean-Pierre Raffarin, Dominique Bussereau, Claude Gatignol, Pierre Lequillier, Jean-François Mattei, Jean Proriol) le rejoignent.
En 1998, lors de la création de la « Nouvelle UDF » par François Bayrou (fusion de Force démocrate, des adhérents directs et du PRIL à la suite du départ de Démocratie libérale de l'UDF), le PPDF conserve son autonomie au sein du parti.

### Convention démocrate

Logotype de la Convention démocrate.

Le 25 avril 2002, le PPDF quitte l'UDF et rejoint l'UMP. Il change alors de nom et devient la Convention démocrate et prend la forme d'un club politique associé à l'UMP, puis en 2003, d'un mouvement associé à l'UMP.
En 2004, la Convention démocrate change sa dénomination officielle en Convention démocrate - Fédération des Clubs perspectives et réalités.
En 2009, la direction nationale de la Convention démocrate se composait de :
- secrétaires généraux : Hervé de Charette, Claude Goasguen, Alain Lamassoure ;
- délégué général : Éric Hélard.

En 2010, la Convention démocrate et une partie de ses responsables (Hervé de Charette et Éric Hélard) quittent l'UMP pour le Nouveau Centre. La Convention démocrate adhère le 25 mai 2011 à L'Alliance républicaine, écologiste et sociale initiée par Jean-Louis Borloo.
En 2012, l'essentiel de ses membres intègrent l'Union des démocrates et indépendants à sa création, sans que la Convention démocrate en soit formellement l'une des composantes.

### Clubs perspectives et réalités

Ancien logotype des Clubs perspectives et réalités de 2013 à 2018.

Après s'être porté candidat à la présidence de l'Union des démocrates et indépendants, le député Yves Jégo a réactivé en 2013-2014 la Fédération nationale des Clubs perspectives et réalités (CP&R) pour « contribuer à l’élaboration et à l’approfondissement de la pensée politique, des valeurs et des convictions de la famille libérale, sociale et européenne ». La structure se présente désormais comme un think-tank et plus comme un parti politique. Si son équipe dirigeante s'inscrit dans la continuité de la Convention démocrate, celle-ci n'est pas mentionnée dans ses communications.
Son équipe nationale est composée de :
- président d'honneur : Hervé de Charette ;
- président : Yves Jégo ;
- président délégué : Éric Hélard ;
- secrétaire général : Patrick Aulagnier ;
- trésorier : Stéphane Maas.

À la suite du retrait politique de Yves Jégo en juillet 2018, le mouvement est co-présidé par Éric Hélard (conseiller de Paris), Sophie Auconie (députée de l'Indre-et-Loire) et Laurent Lafon (sénateur du Val-de-Marne).

## Personnalités
Plusieurs personnalités politiques ont été membres de la Fédération nationale des Clubs perspectives et réalités, du PPDF et de la Convention démocrate : Dominique Bussereau, Jean-Pierre Raffarin, Claude Gatignol, Pierre Lequiller, Jean-François Mattei, Jean Proriol, Jean-François Humbert, Jean-Pierre Fourcade (fondateur du premier Club perspectives et réalités), Françoise Hostalier, Pierre Albertini, Jean-Marc Nesme, Gilles Bourdouleix, Robert Hersant, Michel Poniatowski, Xavier de La Fournière, Jacques Dominati, Jean-François Lemaire, Charles-Noël Hardy, Claude Goasguen, Alain Lamassoure.